# Victor Montgaillard
Pour les articles homonymes, voir Montgaillard.

a Compétitions nationales et continentales officielles uniquement.

b Matchs officiels uniquement.
Dernière mise à jour le 1er mars 2025.
Victor Montgaillard, né le 16 juillet 2002 à Perpignan (Pyrénées-Orientales), est un joueur français de rugby à XV qui joue au poste de talonneur à l'USA Perpignan.

## Biographie
Victor Montgaillard naît le 16 juillet 2002 à Perpignan dans les Pyrénées-Orientales en France. Il est le fils de Pierre Montgaillard, ancien deuxième ligne international français de rugby à XIII, et le petit-fils de Gégé Galy, ancien demi de mêlée de l'USA Perpignan. À l'âge de sept ans, il rejoint l'USA Perpignan,.
Avec l'équipe de France des moins de 20 ans, il participe au Tournoi des Six Nations des moins de 20 ans en 2021 et 2022, et aux Six Nations Summer Series en 2022.
Le 12 décembre 2021, Montgaillard dispute son premier match avec l'équipe première de l'USAP dans le cadre d'un match de Challenge européen face aux Dragons, en remplaçant Seilala Lam en début de seconde période. En mai 2022, il signe son premier contrat professionnel avec l'USA Perpignan, d'une durée de quatre ans, deux ans avec un contrat espoir puis deux avec un contrat professionnel.
Il inscrit son premier essai pour l'USAP le 3 décembre 2022 en déplacement sur la pelouse du Stade toulousain.
Le 12 octobre 2024, il porte le brassard de capitaine de l'USA Perpignan pour la première fois de sa carrière dans le cadre d'un déplacement sur le terrain de l'Union Bordeaux Bègles.